# In dich hab' ich gehoffet, Herr
In dich hab' ich gehoffet, Herr (en français « En toi j'ai espéré, Seigneur ») BWV 640 est un choral de Jean-Sébastien Bach en mi mineur pour un clavier et pédalier, issu de l'Orgelbüchlein (le Petit livre d'orgue). L'alto est alternativement joué par la main gauche et la main droite. De manière presque systématique, les interventions du pédalier se font sur le rythme récurrent demi-soupir/deux doubles-croches/deux croches. Le choral, conformément à la tradition de l'école baroque allemande, se clôt par une tierce picarde.

## Discographie[1]
- 45 chorals de l'Orgelbüchlein par G.C.Baker, FY
- 45 chorals de l'Orgelbüchlein par Chapuis, Valois
- 45 chorals de l'Orgelbüchlein par Litaize, Decca